# بيكاديلي سيركيس (محطة مترو أنفاق لندن)
بيكاديلي سيركيس (بالإنجليزية: Piccadilly Circus)‏ هي إحدى محطات مترو أنفاق لندن. تقع على خط بيكرلو وبيكاديلي أفتتحت في المنطقة (Zone) رقم 1 أفتتحت في 10 مارس 1906.